# Actua TV
Actua TV est une chaîne de télévision belge lancée en 2005. Diffusée en néerlandais sur les réseaux Telenet, Numericable et Wolu TV, la chaîne numérique couvre l'actualité politique, économique et sociale de Belgique.

## Une chaîne axée sur l'information politique
Actua TV diffuse quotidiennement les débats du Parlement fédéral belge et du Parlement flamand. Avec leur télécommande, 
les téléspectateurs peuvent voter en direct sur les sujets débattus par les députés. Les résultats sont disponibles en temps réel sur le teletexte numérique. Les personnalités politiques sont également interviewées dans un cadre tantôt sérieux, tantôt lifestyle : séances de fitness, en cuisine, etc.
La chaîne propose aussi un large catalogue d'émissions disponibles en video à la demande sur Telenet Digital. 
Actua TV est beaucoup regardée dans les cénacles politiques flamands.[réf. nécessaire] Tous les membres de la Chambre et du Sénat de Belgique reçoivent la lettre d'information de Actua TV.